# 日本の文化における狐

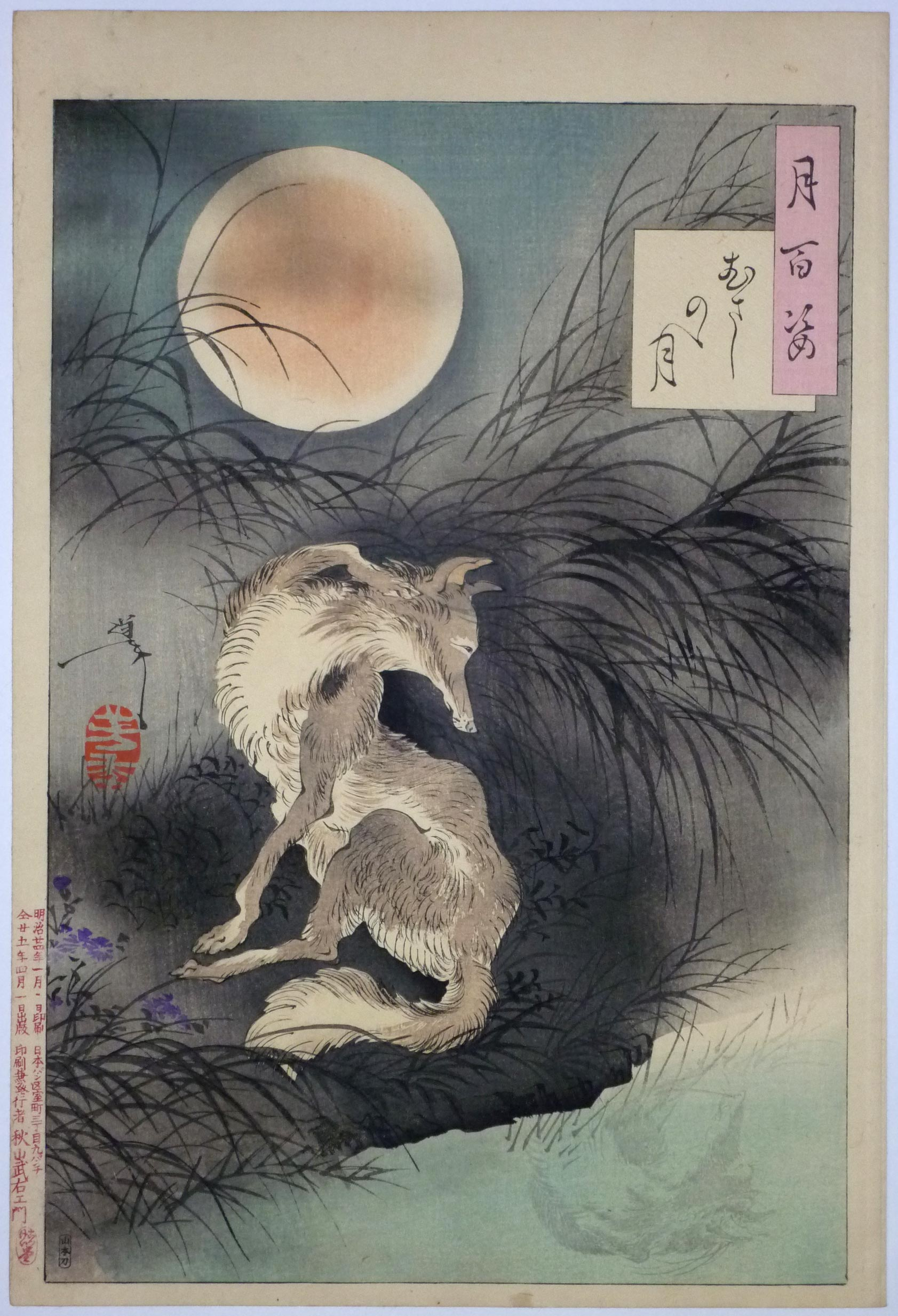
月百姿 むさしのゝ月（大蘇芳年）

狐（きつね）を精霊・妖怪とみなす民族はいくつかあるが、特に日本人（大和民族）においては文化・信仰と言えるほど狐に対して親密である。狐は人を化かすいたずら好きの動物と考えられたり、それとは逆に、稲荷神社に祀られる宇迦之御魂神の神使として信仰されたりしている。本稿では、日本の文化における狐について記述する。

## 一般的描写
狐や狸は「狐七化け、狸八化け」の俚諺どおり「化ける」ものでもあり、また「化かす」ものでもある。狐や狸が人を道に迷わせるという語り草（世間話）は、近年までもよく聞かれた話である。
また昔話の狐が人を化かすなかに、モチーフ（話素）や話型として、「風呂は肥壺」（肥溜めの中に落とす）、「馬の糞団子」、「銭は木の葉」がよく知られるパターンとされる。

## 語源
キツネの語源は諸説あるが、『大言海』では、古来のなき声を表す「ケツケツ」「キツキツ」と神道系の敬称を表す「ネ」が結びついたと説明している。『万葉集巻十六』には「さすなべに湯わかせて子どもいちい津の檜橋より来るきつにあむせむ」という、鍋と狐を詠んだ即興歌が残っており、日本では古代より「キツ」と呼んでいたことを示す資料が残っている。仏教系の説では『日本霊異記』やその話を転記した『今昔物語』では「来つ寝」という語呂合わせが語源と説明している。平安時代に編纂された日本最古の辞書である『和名類聚抄』には、「狐:韻は（コ）日本の読み（きつね）、中国の伝説では100歳になると女に化ける妖怪に変化する」という説明があり、平安時代には、既にキツネと発音していたことが分かる。
「コンコン」の鳴き声については（ § 鳴き声参照）

## 起源
日本人がキツネを稲と関連させた起源は、文化人類学的推察にもとづく農耕民族の必然だったとする必然起因説（ § 益獣起源説参照）と、歴史学的手法に基づいて推察して、神の名に「狐」を宛てたことによるとする、誤解起因説の2通りがあって特定はされておらず、その後大陸より渡来した秦氏の勢力によって、キツネは稲荷神の眷属に収まったという流れになっている（ § 秦氏の氏神参照）。 

## 記紀の狐
『日本書紀』によると、斉明5年（659年）、（皇孫建王が唖であったために?）神の宮（島根県松江市八雲町の熊野神社）を改修し始めた直後、狐が現われて柱を曳く蔓の綱を根元から食い切り、狗（山犬）が現われて死人の手を言屋社（いうやのやしろ）（島根県松江市東出雲町の揖屋神社）に残したという記事（つまりみかどの死の予兆が下された）が残されている。
正史に狐の記事が記載されたのは、『日本書紀』斉明記3年（657年）石見に現れた白狐の記事であり、伝記に狐が記載されたのは『日本霊異記』欽明天皇の時代（540年–571年）とされている。狐が騙す、化ける妖怪の一種であるという概念は、仏教と共に伝来したもので、中国の九尾狐、妖狐等の伝説に影響されたものである。
天照皇大御神は豊葦原瑞穂国（日本国）を豊穣の地にせよと豊受明神に命じたため、豊受明神は多くの狐たちに命じ、稲の種を各地に蒔かせたと言われている。
大和時代、朝廷勢力は、土着信仰を持つ民は狐と呼んで蔑視していた。

### 秦氏の氏神
土着の農民は、独自の「山の神‐田の神」を信仰しており、狐をその先触れとする文化があったものの、『日本書紀』の欽明記の時代に伊勢と交易を行い、後に国庫の管理者となる程の秦氏の経済的な勢力に押され、元は「田の神‐山の神」の祠であった場所が秦氏の神社になった事に、農民たちは旧来の神を祭りながらも抗えなかったであろうと言われている
土着の神は豊穣をもたらす荒神的な性格から「宇迦之御魂大神」の「稲荷」として認識され、シンボルである狐自体は眷属に納まったと考えられる。

## 狐と稲荷信仰

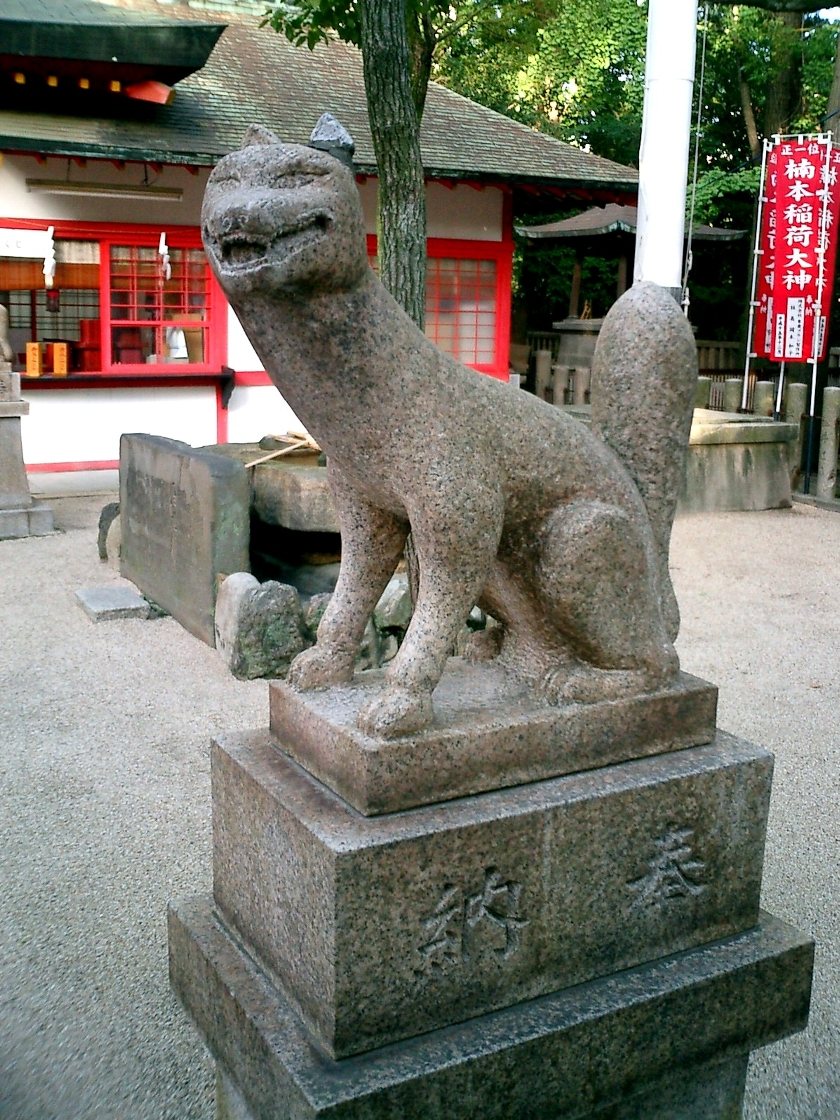
稲荷神社の狐の像　右

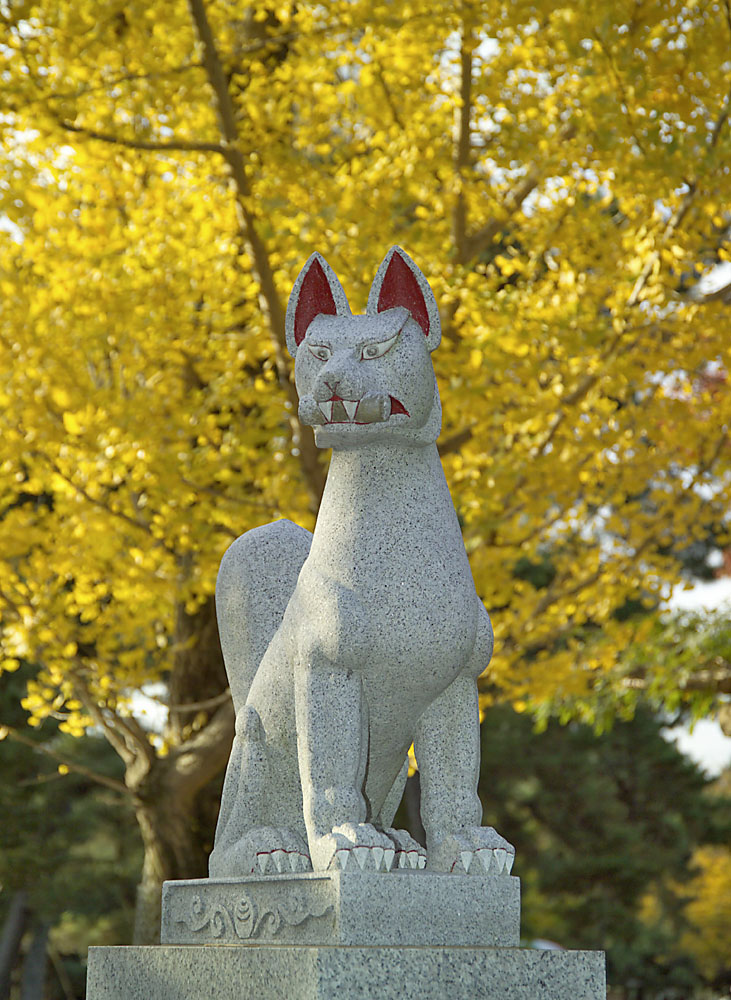
稲荷神社の狛狐像

日本の伝承において狐は、農耕神である稲荷と密接に関係している。日本古来の世界観は山はそれ自体が山神であって、山神から派生する古木も石も獣（狐）もまた神であるという思想が基としてあると言われている。狐神信仰の発生がいつ始まったかの特定は難しいとした上で、発生の順番から考えて、土地が開墾される以前に狐が生息しており、畏敬された狐神と稲荷の結合は、田の神信仰と稲荷の結合に先立つであろうと言われている。
一方、稲荷神社の神は、宇迦之御霊神、別名、御饌津神（みけつがみ）であって、三狐神と書き誤って、日本中に誤解が定着したという説も、根強く有力な説である。
社の裏手に狐の巣穴があるような稲荷は多く見られることから、狐の巣穴を供養する風習が江戸時代から昭和にかけて全国各地に広がっていたことが判る。狐の巣穴に食べ物を供える習慣は穴施行、寒施行となって現在も残っている。またそのような由来を持つ狐塚（田の神の祭場）も数多くある。
安倍晴明で有名な葛葉稲荷神社の裏手には石組みの行場が残っている。

### 油揚げときつね

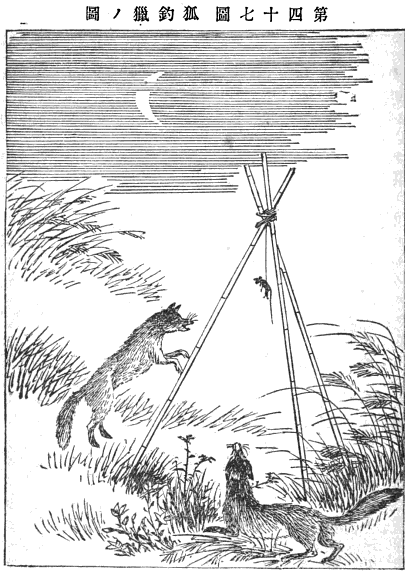
狐釣りの猟。鼠の油煠（てんぷら）がおとりの餌。19世紀。

油揚げが入った麺類には関東では「きつねうどん」「きつねそば」などの「きつね」の呼称がつくが、その由来は、狐を眷族とする稲荷神に油揚げ(や稲荷寿司)を供物する風習にかかわると考察される。油揚げ類を尊ぶという俗信はそう歴史が深くないという説もあるが、狐が「鼠の」油揚げを好むという言い伝えは相当古く、小山田与清『松屋筆記』（1845年頃）が書き記し、室町時代の『世鏡抄』（せきょうしょう）に（狐が「焼鼠」めがけて踊りあがる喩えの）例があると指摘される。狂言の『釣狐』の演出では、狐の大好物は「若鼠の油揚げ」とされているが、既に確立していた一般知識だとわかる。これは俗信とみなされがちだが、これは明治期に至っても猟師が「狐釣り」の実践で鼠の油煠（ゆよう、「てんぷら」と読ませる）をおとりに使っていたことがうかがえる（右図参照）。
また、古い時代には稲荷神社にも鼠の油揚げが奉納されていて、それがベジタリアンな豆腐の油揚げ系の供え物に移行したという説が（ネットなどで）まことしやかに散見できるが、田中貴子（1993年）は否定的で、代替説として荼吉尼天法の供物に油で揚げた菓子を使ったのがルーツとみなせることを指摘した。この菓子は大豆の粉のかかった暖かい団子で、一名が「一階僧正の油子」だったことから、中華料理系の揚げ菓子のたぐいと考えられる。
確かに稲作にとってはネズミは最もたる害獣である。よってこれを食餌する狐を神聖化して祠に祀り上げ、供物に兼ねて、油揚げ等でに狐を田の付近に餌付けして害獣防除を試みたのではなかろうか、という起源説も提唱されている。

## 仏教とダキニ天
平安時代、中国から本格的に密教仏教がもたらされ、狐は仏典に登場する野干（やかん）の名でも呼ばれるようになる。後には白狐に乗ったダキニ天と、狐を眷属とした稲荷が同一視されることとなる。説話の中で多い、人に化ける悪い狐が僧によって降参する（仏の勝利）という図式は、ダキニ天の生い立ちそのものである。このころから狐に悪狐が登場し、ある種の精神病を狐の仕業とし、法力で治せるものと宣伝された。また密教では狐霊が使われ呪術が行われた。このようにして狐が化ける妖怪（妖狐）であるというイメージが民衆に定着した。

## 鍛冶との関係
鍛冶屋に信仰される金屋子神は、白い狐に乗って現れるとの伝説がある。

## 説話の中の狐
狐は、女の他、男はもちろん、月や日、妖怪、石、木、電柱、灯籠、馬や猫、家屋、汽車に化けるほか、雨（狐の嫁入り）や雪のような自然現象を起こす等、実にバリエーションに富んでいる。化けるにしろ報復譚にしろ、狐の話はどこかユーモラスで、悪なる存在というよりは、むしろトリックスター的な性格が強い。

### 異類婚姻譚

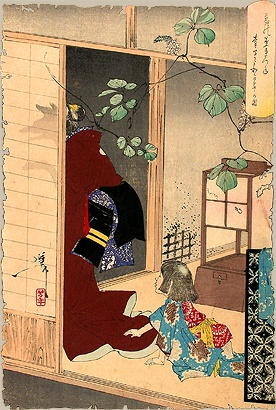
月岡芳年『新形三十六怪撰』より「葛の葉きつね童子にわかるるの図」。童子丸（安倍晴明）に別れを告げる葛の葉と、母にすがる童子丸の姿を描いたもの。

狐が霊獣として伝えられる歴史は非常に古く、平安初期『日本霊異記』（822年?）に、すでに狐の話が記されている。美濃の大野郡（おおののこおり。現・岐阜県揖斐郡大野村）の男が広野で1人の美女に出会い、結ばれて子をなすが、女は野狐（原文「野干」）の化けた姿で、犬に正体を悟られて野に帰ってしまう。しかし男は狐に、「なんじ我を忘れたか、子までなせし仲ではないか、来つ寝（来て寝よ）」と言った。これは、男はこれにちなんで女を「来つ寝（きつね）」と名付けたとあり 、「きつね」の語源を説いたものとも解説されるが、それを真に受けよう者はなく言葉遊びにすぎないとも考察される。
同説話は『扶桑略記』欽明天皇の条に転載され、そちらを基に『水鏡』巻上・『神明鏡』巻上にも所収されている。中国・唐代の小説『任氏伝』が『日本霊異記』に内容が近く、『任氏伝』は平安中期には大江匡房が『狐媚記』にも言及されるので、中国の者が霊異記の説話の原話であろうとも提唱される。
狐女房譚は、他にも『今昔物語』（12世紀頃編成）巻十六第十七話があるが、同じく賀陽良藤（かやよしふじ）の婚姻に関する説話は、既に三善清行（919年）『善家秘記』に収めたものが『扶桑略記』寛平8年9月（896年)の条に引用されて残存するので、かなり古い。
他にも中世小説『狐の草子』、お伽草子『木幡狐』も例に挙げられる。このように狐は人間との婚姻譚において語られることが多く、稀代の陰陽師、安倍晴明の出生を脚色した信太森の狐の説話（異類婚姻によって生まれた子の超越的能力というモチーフ）は、近世になって『葛の葉』、『信太妻（しのだづま）』を経、古浄瑠璃『信田妻（しのだづま）』などの作品を生んだ。また、林羅山の『本朝神社考』下之六には、天文年間（1532年〜1555年）に狐と結婚した摂津国の垂井氏の男と、狐と男の間に生まれた垂井源右衛門の話が記載されている。

#### 婚姻の諸説
「狐」は、蜘蛛、蛇などと同じく大和朝廷側から見た被差別民であったという見方もある。彼らは、大和朝廷が勢力を伸ばす段階で先住の地を追われた人々であり、人ではない者として動物の名称で呼ばれたという見方である。彼らが、害をもたらす存在として扱われる場合、それは朝廷側の、自分たちが追い出した異民族が復讐してくるのではという恐怖心の現れであると考えられる。また、動物が不思議な能力（特殊能力）を持つというのは、異民族が持つ特殊な技術を暗に意味している場合がある。この考え方に沿えば、異類婚姻は、それらの人々との婚姻を意味することになる。つまり女が身元を偽って（化けて）婚姻したものの里が暴かれ、子の将来を案じて消えてしまった物語と解される。
狐の子が神秘的能力をもつというのは、稲荷の神の使いとして親しまれてきた狐が、元来は農耕神として信仰され、豊穣や富のシンボルであったことに由来するものである。狐婚姻の類話には、正体を知られて別れた狐の女が、農繁期に帰ってきて田仕事で夫を助けると、稲がよく実るようになったという話がある。

### 変身譚
狐が髑髏を頭に載せて変身するというのは中国由来であり、唐の『酉陽雑俎』の「紫狐」の描写にみえる。また、現代人のイメージでは狐は葉っぱを頭に載せて宙返りし、ドロンと変身する。なぜ木の葉かといえば、昔話では実は狐が水辺で藻を頭に載せて変身する描写が多く、藻はすなわちかつらに見立てられることが元になっていると推察できる。
岐阜県の老狐「ヤジロウギツネ」は、僧に化けて、高潔な人物の人柄を賞揚したという。群馬県の「コウアンギツネ」もこの類で、 白頭の翁となり、自ら128歳と述べ、常に仏説で人を教諭し、吉凶禍福や将来を予言した。千葉県飯高壇林の境内に住みついた「デンパチギツネ」も、若者に化けて勉学に勤しんでいる。 その他、静岡県の「オタケギツネ」は、大勢の人々に出す膳が足りない場合にお願いに行くと、膳をそろえてくれるといわれていた。岩手県九戸のアラズマイ平に棲む白狐は、村の子どもと仲がよく、一緒に遊んでいたという。また、鳥取県の御城山に祭られている「キョウゾウボウギツネ」は、城に仕え、江戸との間を2、3日で往復したと伝えられている。
しかし、農耕信仰がすたれるにつれ、狐が狡猾者として登場することも多くなり、『今昔物語』でも「高陽川の狐、女と変じて馬の尻に乗りし語」では、夕に若い女に化けた狐が、馬に乗った人に声をかけて乗せてもらうが、4、5町ばかり行ったところで狐になって「こうこう」と鳴いたとある。『行脚怪談袋』には、僧が団子を喰おうとする狐を杖で打ったら、翌日その狐が大名行列に化けて仕返しをしたという話がある。ほかにも『太平百物語』に、京都伏見の穀物問屋へ女がやって来て、桶を預けていった。ところがその桶の中から、大坂真田山の狐と名乗る大入道が現われて、この家の者が日ごろ自分の住まいに小便をして汚すと苦情を述べた。そこで主人は入道に詫びて、3日間赤飯と油ものを狐のすみかの穴に供えて許しを乞うたという。
『今昔物語』に狐の説話は数多い。杉の巨木に変身していた老狐が、逃げ馬を探していた武人に訝しがられ、部下共に矢を撃ちこんだので、翌朝、死体が転がっていたという。
狐は女に化けることが多いとされるが、これは狐が陰陽五行思想において土行、特に八卦では「艮」に割り当てられることから陰気の獣であるとされ、後世になって「狐は女に化けて陽の存在である男に近づくものである」という認識が定着してしまったためと考えられる。関西・中国地方で有名なのは「おさん狐」である。この狐は美女に化けて男女の仲を裂きにくる妖怪で、嫉妬深く男が手を焼くという話が多数残っている。狐が化けた女はよく見ると、闇夜でも着物の柄がはっきり見えるといわれていた。
妖怪の狐は九尾の狐など尾が分かれていることを特徴とすることがある。九尾の狐は『山海経』では、「その状は、狐の如くで九つの尾、その声は嬰児の様、よく人を喰う。食った者は邪気に襲われぬ」という。日本ではその正体が九尾の狐とされる玉藻前（たまものまえ）の物語が有名である。
アイヌにとっても、身近な生き物であるチロンヌㇷ゚（キタキツネ）は人間に災難などの予兆を伝える神獣、あるいは人間に化けて悪戯をするなど、ユーカラによって善悪様々な描かれかたをしている。人に化ける伝承もあり、狐が化けた人にサッチポㇿ（乾しイクラ）を食べさせれば、歯に粘り付いたイクラの粒を取ろうと口に手を入れているうちに正体を表すという。アイヌ語で「チ（我々が）ロンヌ（どっさり殺す）ㇷ゚（もの）」という名から、獲物として重要視されていたことが分かる。

### 狐火

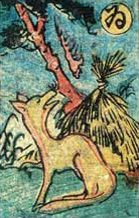
江戸時代後期のお化けかるた「ゐなかむらから出る狐火」の札

「狐に化かされた」として、説明のつかない不思議な現象一般を狐の仕業とすることも多かった。得体の知れない燐光を「狐火」、あるいは「狐の嫁入り」と呼ぶ伝承もある。江戸の王子では大晦日の夜に関八州の狐が集い、無数の狐火が飛んだというが、里人はその動きで豊作の吉凶を占ったと伝えられており、この王子の狐火は落語「王子の狐」のモチーフとなっている。

### 狐の嫁入り
| 狐の嫁入りを描いた印籠（表面） |  | 籠に乗った狐の新婦（裏面） |
| 狐の嫁入りを描いた印籠（表面） |  | 籠に乗った狐の新婦（裏面） |

「狐の嫁入り」といわれる現象には、提灯の群れを思わせる夜間の無数の怪火と、日が照っているのに雨が降る俗にいう天気雨の、2つがある。また古典の怪談、随筆、伝説などには異様な嫁入り行列の伝承も見られる。江戸の八丁堀本多家に、日暮れから諸道具を運び込み、九ツ前、提灯数十ばかりに前後数十人の守護を連れた鋲打ちの女乗物が、本多家の門をくぐった。5、6千石の婚礼の体であったが、本多家の人は誰も知らなかったという。このような狐の嫁入りには必ずにわか雨が降るとされるが、やはりこれも降雨を司る農業神の性質であろう。

### 狐憑き

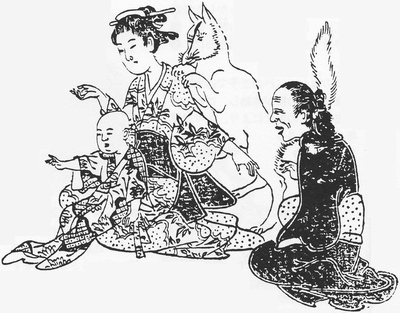
玉山画譜にある狐憑きの描写（法橋玉山）

狐信仰の変種であり、日本独自の現象として「狐憑き（きつねつき）」が存在する。狸、蛇、犬神憑きなどに比べシェアが広く、キツネが分布しない離島を除き全国的に見られ、かつ根強い。狐憑きは、精神薄弱者や暗示にかかりやすい女性たちの間に多く見られる発作性、ヒステリー性精神病と説明され、実際に自ら狐となってさまざまなことを口走ったり動作をしたりするという話は平安時代ごろから文献に述べられている。

### 狐持ち
狐憑きの一種に「狐持ち」と呼ばれる迷信も存在し、狐が守護霊のように個人だけでなく家系に伝わっているとするもので、地方によっては管狐、オサキ、野狐、人狐（にんこ）などが憑く。これらの家は狐を駆使して富を得ることができるが、婚姻によって家系が増えるといわれたため、婚姻が忌まれた。また、憎い相手を病気にしたり、その者の所有物、作物、家畜を呪うこともできるといわれ、他の家から忌まれた結果、社会問題に繋がることもあった。時には財を蓄え大地主になった者も対象になっていたことから、外部からきた有力者を狐の霊力を理由に排斥していたものとされている。

### 鳴き声

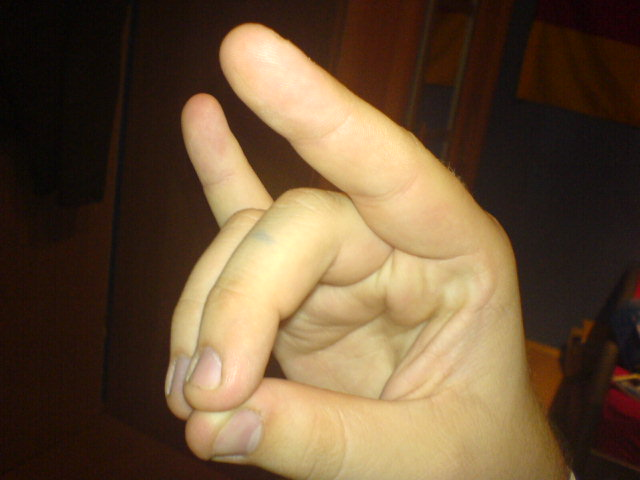
狐のサイン

鳴き声の聞きなしについては、古来は「キツ」「ケツ」と表現されており、岩手県遠野市付近の口承文芸を採集した佐々木喜善が編集した説話集『聴耳草紙』『老媼夜譚』、あるいは佐々木の語りをまとめた柳田国男の『遠野物語』においては、狐の鳴き声は「グェン」「ジャグェン」と表現されている。近代からは「コン」「コンコン」が専ら用いられている。「コン」「コンコン」については（テレビ朝日『シルシルミシルさんデー』の調べによって）親が子を呼ぶ時の鳴き声に由来していると報告されている。なおアイヌ語での聞きなしは「パウ」「パウパウ」である。

### 俗信と近代の狐伝説
江戸大窪百人町など、郊外にある野原に出没する特定の狐は名前をつけて呼ばれ、人間を化かすが、災害や変事を報らせることもあった。
狐にまつわる俗信には、日暮れに新しい草履（ぞうり）をはくと狐に化かされるというものがあり、かなり広い地域で信じられていた。下駄はもちろん靴でも、新しい履き物は必ず朝におろさなければならないとされ、夕方、新品を履かねばならないときは、裏底に灰か墨を塗らねばならないといわれている。
狐に化かされないためには、眉に唾をつけるとよいというが、これは、狐に化かされるのは眉毛の数を読まれるからだと信じられていたためである。真偽の疑わしいものを「眉唾物（まゆつばもの）」というゆえんである。
法話や俗信では説明のつかない、比較的新しい伝説や伝承も存在する。大阪府の松原市には、戦後しばらくの間まで人に混じって、化けた狐たちが生計を立てていたという伝承が残っている。彼らは人々と良好な交流関係を保っていただけでなく、姓と名を持ち、住民として住民票が交付されていた。
内山節の『日本人はなぜキツネにだまされなくなったのか』（講談社現代新書 2007年）によれば、「1965年の精神革命」という心の変化があり、「キツネにだまされる能力」をなくしたという。高度成長、迷信・まやかしを否定する精神風土、ラジオ・テレビの普及、進学率の上昇、自然と共同体を包んでいた世界の消滅、自然と人の分離、原生林や天然林の消滅などで老キツネの消滅などがその理由としてあげられている。
現代では神道との関連や、妖狐など伝統的なイメージのほか、宗教や俗信の観念から離れたキャラクターも登場している。

## 太古における狐の諸説

### 狐の考古学
日本の狩猟時代の考古学的資料によると、キツネの犬歯に穴を開けて首にかけた、約5500年前の装飾品やキツネの下顎骨に穴を開け、彩色された護符のような、縄文前期の（網走市大洞穴遺跡）ペンダントが発掘されている。しかし、福井県などでは、キツネの生息域でありながら、貝塚の中に様々な獣骨が見つかる中でキツネだけが全く出てこない。

### 益獣起源説
弥生時代、日本に本格的な稲作がもたらされるにつれネズミが繁殖し、同時にそれを捕食してくれるキツネやオオカミが豊作をもたらす益獣となった、という推論もみられる。柳田國男は、稲の生育周期とキツネの出没周期の合致から、キツネを神聖視したという民間信仰が独自に芽生えたという説を述べている。必然起因説はその発展系と見られる。
他の学者も、少なくとも江戸時代に至る以前までには、稲作の害獣であるネズミ（ハタネズミ）を狩る天敵のキツネを神聖化したのだとする。

## 図像学

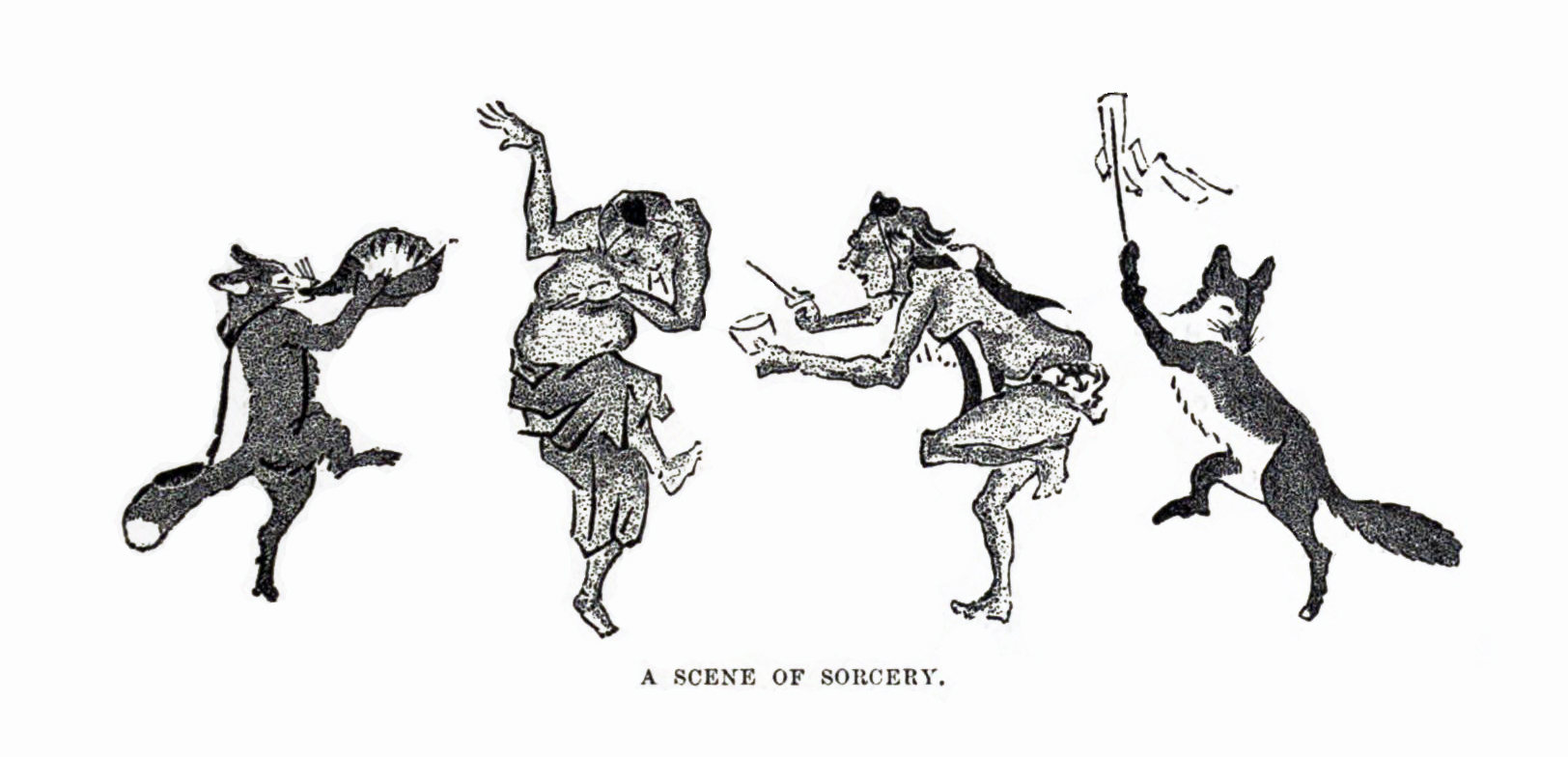
鳥獣戯画に見る擬人化された狐

### 土偶
民間信仰の対象として伏見の狐の土偶を神棚に祭る風習が産まれた。
明治政府が不敬として狐の土偶の製造を禁じると、細々と生産されていた猫の土偶が大流行し定番商品（招き猫）となった。狐霊に白黒赤金銀があるように招き猫にも白黒赤金が存在するのはそのためである。

## 狐を主題とする作品

### 伝統芸能
芦屋道満大内鑑有名な信太の森の葛の葉狐の伝説を人形浄瑠璃文楽、また歌舞伎にしたもの。
義経千本桜四段目に、狐の化身である狐忠信が登場する歌舞伎。
釣狐狂言。狐の役は狂言ではもっとも難しいとされ、「狂言師は猿に始まり、狐に終わる」ともいわれる。
王子の狐美女に化けた狐を男が逆に化かすという落語の滑稽噺。

### 文学
ごん狐 （童話）新美南吉原作。「ごん」というきつねが主人公。間接的にも兵十の母を死なせた償いの意味を込めて彼に隠れながら栗をあげていたが、それまでのイタズラの報いによって兵十に射殺される。
手袋を買いに新美南吉の作。手袋を買いにでた子ぎつねの話。一部の国語の教科書にも掲載された。
雪渡り宮沢賢治の作。キツネの幻燈会に招待された子供たちの物語。古い偏見を払拭するために、キツネたちが子供を啓蒙しようとする。
土神と狐宮沢賢治の作。樺の木と仲の良いプレイボーイの狐に嫉妬した土神の話。

### 映画
日照り雨黒澤明監督『夢』の第一話。見てはならないという母の言葉を無視して少年は狐の嫁入りを覗いてしまう。家に帰ると母から自殺用の短刀を渡され、死ぬ気で狐に謝罪してこいと叱られる。自然を侮辱する者への警告が込められた作品。
キタキツネ物語1978年に公開されたサンリオ映画。2013年には撮影素材を用いて再構成した『キタキツネ物語【35周年リニューアル版】』が上映された。
子ぎつねヘレン北海道在住の獣医師で作家の竹田津実原作の小説『子ぎつねヘレンがのこしたもの』の映画化作品。2006年3月に劇場公開。河野圭太監督作品。配給は松竹。

### 絵本・児童書・唱歌
おれたちともだち内田麟太郎（作）、降矢なな（絵）の絵本。オオカミとキツネの間の友情を描く。
きつねのおきゃくさまあまんきみこ作、二俣英五郎絵。やせっぽちのヒヨコ、アヒル、ウサギを太らせて食べようと、はらぺこキツネは家に招いて御馳走をふるまう。ヒヨコ、アヒル、ウサギから優しくて、親切で、神様みたいな友達と言われてキツネの心は変わっていく。
かいけつゾロリ原ゆたか作の児童文学シリーズ。キツネのゾロリがイタズラ道を極める旅をしながら行く先々で活躍する物語。2004年よりテレビアニメ化された。
小ぎつね （ドイツ民謡、文部省唱歌）勝承夫作詞。原曲の翻訳 : 忠告するよきつねさん泥棒にはならないで、ガチョウ料理なんか必要ないでしょ、ねずみで我慢してよ。